# Bibliothèque nationale de France, Cabinet des estampes

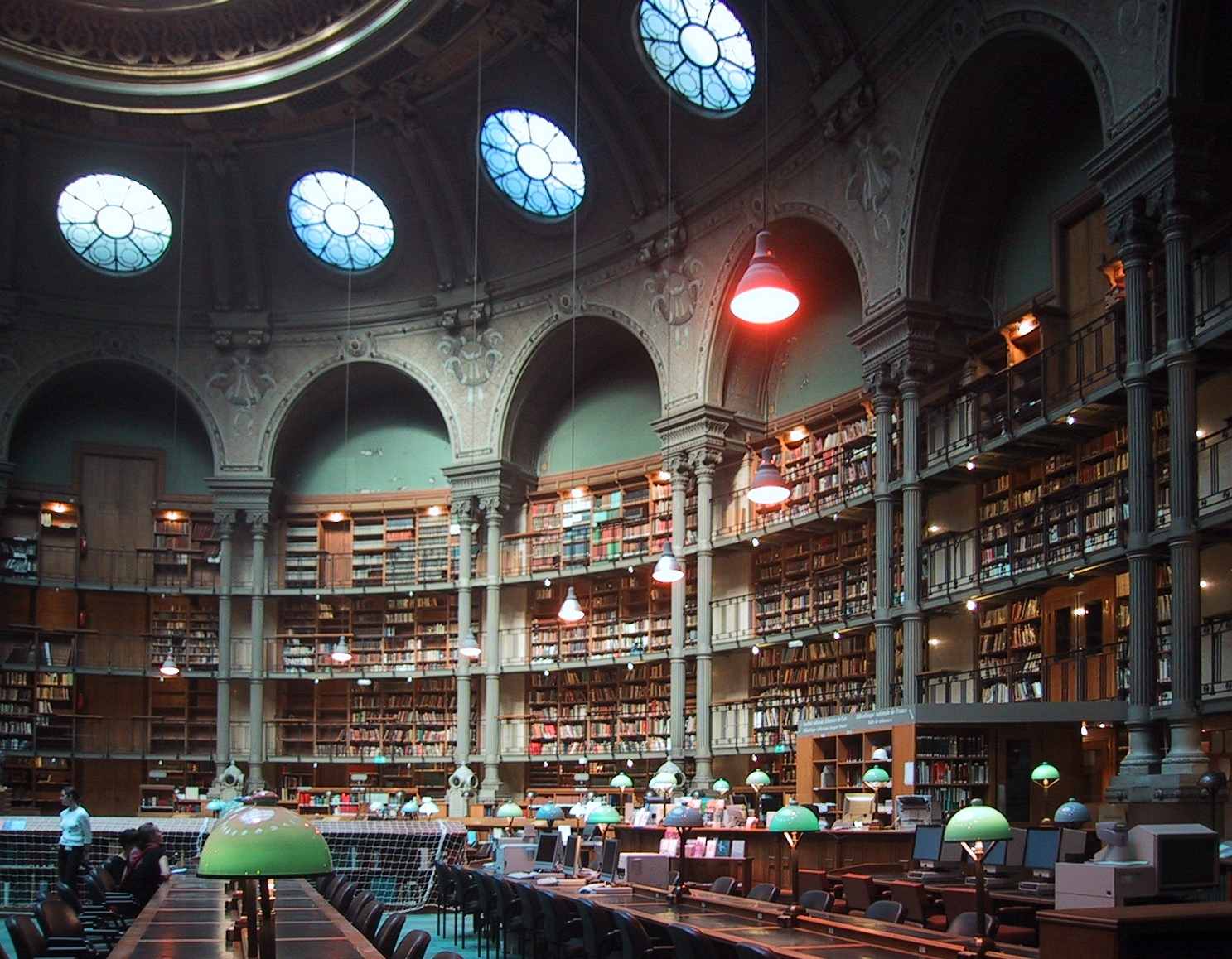
Salle Ovale van de BnF, site Richelieu

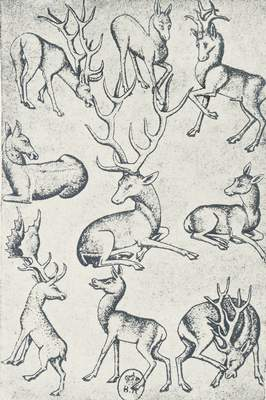
Meister der Spielkarten: Hirsch-Neun (1435-1455)

De Bibliothèque nationale de France, Cabinet des estampes is het prentenkabinet van de nationale bibliotheek, gevestigd in de Rue Richelieu (de Site Richelieu) in de Franse hoofdstad Parijs.

## Geschiedenis
De stichting van de collectie gaat terug tot 1667 met de verwerving van de grafiek- en tekeningenverzameling van Abbé Michel de Marolles door Jean-Baptiste Colbert in opdracht van Lodewijk XIV. Nadat in Frankrijk de werking van de wettelijke depotplicht, het dépôt légal voor drukwerk, ook van toepassing werd voor alle vormen van reproductie, zoals grafisch drukwerk, kon de collectie, net zoals die van boeken, enorm in omvang toenemen. In 1719 werd de status van het Cabinet des estampes verhoogd tot die van Département de la Bibliothèque, met opgeleid personeel. De achttiende eeuw liet een gestage groei van de collectie zien met onder andere de acquisitie van gravures van Peter Paul Rubens en de collectie van de schilder Peters, waaronder 736 grafische werken van Rembrandt van Rijn. In de negentiende eeuw werden, mede door de vervaardiging van catalogi, de eerste tentoonstellingen georganiseerd. De groei van de collectie ging onverminderd door. Tussen 1861 en 1863 werden de grafische werken (9000 bladen) van de bibliotheken Sainte-Geneviève en Mazarine aan de collectie toegevoegd, alsmede diverse andere collecties met betrekking tot het theater (1889) en de stad Parijs (1890). Een grote collectie (3521 tekeningen) met als onderwerp de provincie volgde in 1894.

## Collectie
Het prentenkabinet, officieel het Département des estampes et de la photographie, heeft met 6.000.000 grafische werken, 4.000.000 foto's, 1.000.000 affiches en 100.000 tekeningen de grootste collectie ter wereld. Het Cabinet des estampes heeft onder andere 900 gravures van Rembrandt van Rijn en 800 werken van Henri de Toulouse-Lautrec in haar bezit. De collectie moderne en hedendaagse kunst toont grafiek van 3000 kunstenaars en werk van 400 fotografen.
De collectie maakte mede een grote groei door vanwege de vele schenkingen en nalatenschappen van werk van moderne en hedendaagse kunstenaars, zoals van Marcel Duchamp (1976), Robert Delaunay en Sonia Delaunay-Terk (1977), Henri Matisse (1978-1980), Jean Hélion (1979-1985), Georg Baselitz (1983), Sam Francis en Barry Flanagan (1988), Henri Michaux (1994), Louise Bourgeois (1995), Jules Pascin (1996), Antonio Saura (1999), Antoni Tàpies (2000) en Pierre Soulages (2003).